# هاري أوبنهايمر
هاري أوبنهايمر (بالإنجليزية: Harry Frederick Oppenheimer) هو شخصية أعمال جنوب أفريقي، ولد في 28 أكتوبر 1908 في كيمبرلي في جنوب أفريقيا، وتوفي في 19 أغسطس 2000 في جوهانسبرغ في جنوب أفريقيا بسبب سرطان.

## وصلات خارجية
- هاري أوبنهايمر على موقع مونزينجر (الألمانية)